# 榊道人

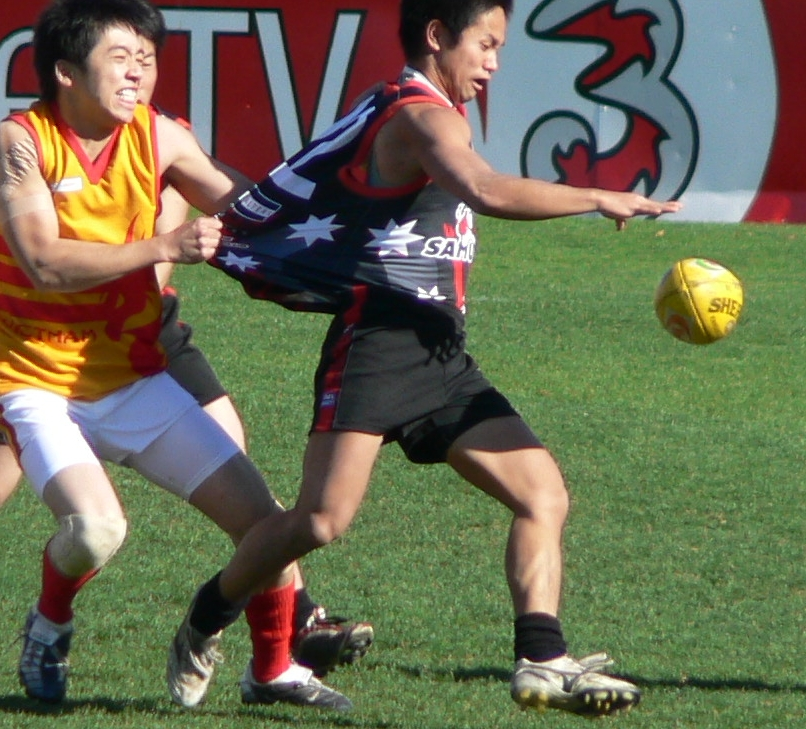
榊道人

榊道人（さかき みちと、1983年5月19日 - ）は、日本のオーストラリアンフットボール選手。加瀬毅と並び、現在の日本のオーストラリアンフットボールのシンボル的存在。
神奈川県出身。早稲田大学在学中にオーストラリアンフットボールを始める。
2008年のインターナショナルカップでは日本代表（サムライズ）のキャプテンを務めた。